# 苗木藩
苗木藩（なえぎはん）は、現在の岐阜県中津川市苗木に存在した、江戸幕府の譜代大名。最小の城持ちの藩。居城は苗木城。美濃国の恵那郡の一部と加茂郡の東部を領地としていた。

## 概要

### 苗木藩成立に至る過程
苗木藩の藩祖は遠山友政である。
友政は元は飯羽間遠山氏の出身であったが、遠山直廉の死去により苗木遠山氏は後継が絶えたため、織田信長の命により祖父の友勝が後を継いだ。
友勝が亡くなると飯羽間城主であった父の遠山友忠が苗木遠山氏を継いだ。
天正11年（1583年）、友忠は東美濃の覇権を巡って森長可と争い、その降誘を蹴って戦って敗れ苗木城を奪われた。友忠と友政は家臣を連れて徳川家康を頼って落ち延び、三河田峰城主の菅沼定利の配下に属したが、友忠は数年後に没した。
天正18年（1590年）、豊臣秀吉が小田原征伐で後北条氏を倒した後、徳川氏が関東へ転封となると、友政は榊原康政（あるいは井伊直政）に属して、その領地である上野国の館林に移った。この時に苗木遠山氏の遠山弥右衛門景利が榊原康政の家臣となり500石を得て、館林・長岡遠山氏の祖となった。
慶長5年（1600年）2月、森忠政の転封に伴い河尻秀長が苗木城主となったが、同年の関ヶ原の戦いで河尻秀長は西軍に与したため戦後に所領を没収され、東軍に与して東濃の戦いで武功を挙げ、苗木城を奪還した友政に1万500石が与えられて苗木藩が立藩した。

### 苗木藩成立後の過程
徳川幕府は裏木曽と呼ばれる付知村、川上村、加子母村の三か村は良材の産地であるため、苗木遠山氏から取り上げて直轄地にして苗木藩に預けていたが、元和元年（1615年）尾張藩領に移管した。尾張藩は三ヶ村代官を置いて支配した。
友政はその後大坂冬の陣では桑名城の守備、大坂夏の陣では松平忠明に属して武功を挙げ、元和5年（1619年）12月19日、苗木で死去した。
藩政においては小藩ゆえの、幕府の相次ぐ手伝い普請や軍役などにより、財政窮乏が早くから始まる。歴代藩主は藩政維持のため厳しい倹約令を出し、天保年間には給米全額の借り上げを行うなどした。
第3代藩主・遠山友貞は新田開発を行なって4286石の新田を開発したが、第5代藩主・遠山友由の大坂加番、第6代藩主・遠山友将の駿府加番による出費が重荷となった。
享保7年（1722年）6月15日、遠山友由の遺言により、弟の遠山友央は美濃国加茂郡において500石を分知されて、旗本となり寄合に所属した。
享保17年（1732年）閏5月25日、第6代藩主で甥の遠山友将の死去により、旗本となっていた叔父の友央が末期養子として家督を相続した。友央の藩主相続にあたり、分知されていた500石を幕府に返上した結果、表高が1万21石となった。
しかし500石を幕府に返上したことは苗木藩にとって大きな痛手で、幕府への対応が拙かったとのことで江戸家老の大脇権右衛門は失脚した。
500石は飛騨に近い加茂郡佐見村の4村（大野・小野・寺前・吉田）を幕府に渡し、高山陣屋の飛騨郡代の支配下となった。
しかし13年後の延享2年（1745年）高山陣屋の飛騨郡代が長谷川忠崇(忠嵩)から幸田高成(善太夫)に替わると、佐見村210石は本田であるが、290石は新田なので上知できないので別の村から本田を290石差し出すように求められた。
そのため下野村369石のうち、290石を幕府（高山陣屋の飛騨郡代）に渡すこととし、残り79石は苗木藩に残した。そのことにより、佐見村の新田分の290石は苗木藩に戻った。

### 幕末から廃藩置県に至る過程
最後の藩主・第12代の遠山友禄は文久元年（1861年）と元治元年（1865年）の2度にわたって若年寄となり、慶応元年（1865年）に大坂警備や第二次長州征伐に参加したことなどの出費が重なって財政は火の車となり、従来の倹約令に加えて5種類の藩札発行による改革を図ったが、遂に財政は破綻した。
明治維新後、14万3千両、藩札1万5900両あった藩の借金は、苗木城破却に伴う建材や武具などの売却、藩士卒全員を帰農、家禄奉還させ家禄支給を削減し、さらには帰農法に基づいて旧士族に政府から支給される扶持米を大参事以下40名が3年間返上させること、知藩事遠山友禄の家禄の全額を窮民救済と藩の経費とすることにより、明治4年（1871年）8月には5万2600両、藩札5千両にまでに縮小した。しかし旧苗木藩士の生活は年々逼迫し、自殺者まで出る事態となった。

### 廃仏毀釈

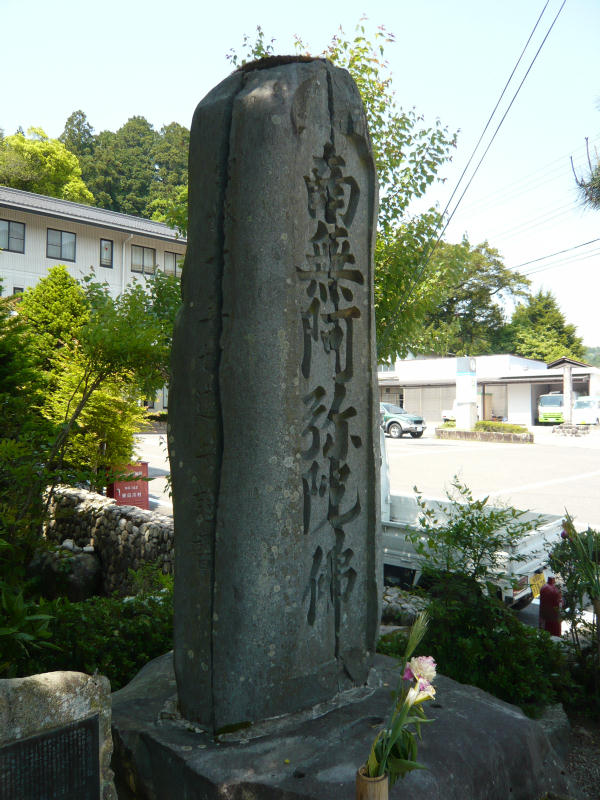
岐阜県東白川村役場脇にある「四つ割りの南無阿弥陀仏碑」。苗木藩の廃仏毀釈時に4つに割られて庭石などにされたのち、廃仏毀釈後に破片を集め修復されたもの。中央に割った時の跡が残る

維新直後、平田派国学の影響を受けた藩政改革が図られ、青山景通、青山直通の親子らが先頭に立って、領内で徹底した廃仏毀釈が実行された（東白川村の蟠龍寺などの例がある）。
明治3年（1870年）8月7日、苗木藩庁は弁官（政府役人）に対して「神葬祭願」を進達し、即日付で「願之通」の指令を受けた。これが苗木藩の廃仏毀釈の端緒である。
同年9月3日、苗木藩大参事の青山直通は、領内全ての寺院から住職を呼び出して、「今回、王政復古ニツキ領内ノ寺院廃寺申付候、速ヤカニ御請スヘシ、就ヒテハ還俗スル者ニハ従来ノ寺有資産及寺等ヲ下サレ苗字帯刀ヲ許シ村内里正ノ上席タルヘシ」と申し渡した。
苗木藩主の菩提寺の雲林寺の住職であった剛宗宗戴は、塔頭の正岳院住職の柞田をはじめとする12ヶ寺の住職を集めて対策を協議した。
住職14人が協議した結果還俗することが決まったが、雲林寺の剛宗宗戴だけは還俗を拒んだ。
青山景通は剛宗宗戴に対し、5人扶持で教諭として雇用するとの条件で説得したが、これも拒み、黄金300両と苗木遠山氏歴代の位牌と仏具を貰い受けて、下野村の中でも幕府領であったがために苗木藩の廃仏毀釈が及ばなかった地域にあった法界寺の一室に移った。
同年9月27日、苗木藩庁は「支配地廃寺還俗申付候御届」を提出し、支配地一同が神葬改宗したので、管内の15か寺の廃寺と、その寺僧たちに還俗を申し付けたことを、弁官に進達した。
雲林寺を始めとする苗木領内の全ての寺院は取壊されて廃寺とされた。
- 恵那郡
  - 苗木　　雲林寺・仏好寺[2]
  - 福岡村　片岡寺　
  - 蛭川村　宝林寺　
  - 坂下村　長昌寺
  - 高山村　岩松寺
  - 中野方村 心観寺
  - 姫栗村　長増寺
- 加茂郡
  - 河合村　竜現寺
  - 飯地村　洞泉寺
  - 黒川村　正法寺　　　
  - 赤河村　昌寿寺
  - 神土村　常楽寺
  - 犬地村　積善寺
  - 切井村　龍気寺

この届け書によると、廃寺は15か寺となっているが、実際には苗木雲林寺の塔頭の正岳院と寿昌院、加茂郡大沢村の蟠龍寺も廃寺となっている。
廃藩置県後の明治4年11月22日（1872年1月2日）、苗木県（旧苗木藩）が岐阜県に吸収され消滅すると、廃仏毀釈は終了した。

## 藩領(版籍奉還時点)

### 恵那郡
日比野村(999石2斗5升0合0勺0才0撮)・上地村(95石0斗8升9合9勺9才6撮)・瀬戸村(108石3斗7升0合0勺0才3撮)・坂下村(972石2斗0升0合0勺1才2撮)・上野村(252石3斗5升6合0勺0才3撮)・下野村(79石6斗9升9合9勺9才7撮)・田瀬村(299石3斗7升6合00才7撮)・福岡村(745石8斗9升0合0勺1才5撮)・高山村(313石4斗8升4合9勺8才5撮)・蛭川村(866石8斗8升0合0勺0才5撮)・毛呂窪村(365石4斗3升6合0才0勺5撮)・姫栗村(442石5斗5升3合9勺8才6撮)・中之方村(558石8斗7升4合0勺2才3撮)				

### 加茂郡
飯地村(486石5斗0升0合0勺0才0撮)・川合村(218石7斗3升5合9勺9才2撮)・峯下立村(117石9斗3升5合9勺9才7撮)・福地村(231石8斗3升9合9勺9才6撮)・切井村(250石5斗升0合000才0撮)・赤河村(230石8斗0升0合0勺0才3撮)・犬地村(318石2斗4升3合9勺8才8撮)・上田村(159石3斗5升0合0勺0才6撮)・黒川村(	631石8斗0升9合9勺9才8撮)・越原村(91石8斗7升0合0勺0才3撮)・神土村(241石4斗1升0合0勺0才4撮)・名倉村(42石4斗5升9合9勺9才9撮)・柏本村(81石2斗8升8合0勺0才2撮)・久須見村(41石3斗2升7合9勺9才9撮)・宮代村(41石0斗0升0合0勺0才0撮)・大沢村(66石5斗2升8合0勺0才0撮)・下野村(86石8斗70合0勺0才3撮)・中屋村(59石4斗78合00才1撮)・須崎村(73石4斗1升7合9勺9才9撮)・有本村(69石6斗9升9合9勺9才7撮)・室原村(21石7斗0升0合0勺0才1撮)・久田島村(40石0斗0升0合0勺0才0撮)・成山村(62石0斗0升0合0勺0才0撮)・徳田村(29石0斗0升0合0勺0才0撮)・油井村(16石7斗0升0合0勺0才1撮)・田島村(69石5斗4升0合0勺0才1撮)・打尾村(73石7斗5升0合00才0・広野村(51石6斗0升3合0勺0才1撮)・若松村(16石7斗0升0合0勺0才1撮)・潮見村(184石8斗8升8合0勺0才0撮)・小野村(76石1斗2升9合0勺0才0撮)・大野村(50石6斗1升5合0勺0才0撮)・寺前村(45石7斗2升8合0勺0才0撮)・吉田村(90石7斗0升1合0勺0才0撮)

## 代官
村方の直接支配を行ったのは「代官」であり、代官は藩機構のなかで郡奉行の指図を受けて、民政の直接の担当者であった。また寛文11年(1671年)の「分限帳」でも中小姓格の六人が代官に補任されている。これらの代官は、それぞれ管轄区域を担当し、管轄内の一般民政や、年貢の徴集にあたったもので、その分担区域は次のようであった(後藤時男著　『苗木藩政史』)。以下の六つに分かれている。これら領村支配の体制は、享保期まで続いたようである。
- 地回り村々支配………	城下町・日比野村・上地村
- 北方村々支配…………	黒川村・中屋村・須崎村・柏本村・久須見村・宮代村・大沢村・下野村・神土村・越原村・有本村・名倉村・油井村・田嶋村・打尾村・広野村・若松村・久田嶋村・成山村
- 五ヶ坂下村々支配……	上野村・下野村・田瀬村・福岡村・高山村・坂下三郷
- 中通村々支配…………	飯地村・中之方村・峯村・下立村・塩見村(飯地枝郷)・福地村・切井村・赤河村・犬地村・上田村
- 南方村々支配…………	蛭川村・姫栗村・毛呂窪村・河合村
- 瀬戸村支配……………	瀬戸村

宝永7年(1710年)の「御巡見」記録では、支配管轄が五つに減っている。
- 地廻り村々
- 北方村々
- 五ヶ坂下村々
- 中通村々
- 南方村々

享保17年（1732年）苗木藩は下野村の内の500石を幕府に返上したため、下野村の一部が公儀御領(天領)となった。
延享2年(1745年)には、さらに以下の四区域となり、代官は四人となり、同時に支配村々の移動がみられる。五ヶ支配地内の下野村が天領となって消えていることから、四区分制はそのまま版籍奉還まで続いた。
- 地廻り支配……………	城下町・日比野村・上地村・瀬戸村
- 五ヶ坂下蛭川村支配…	坂下三郷・上野村・田瀬村・福岡村・高山村・蛭川村
- 南方中通支配…………	中之方村・切井村・赤河村・犬地村・上田村・峯村・下立村・飯地村・河合村・姫栗村・毛呂窪村
- 北方支配………………	黒川村・神土村・越原村・有本村・佐見新田・久田嶋村・成山村・油井村・名倉村・中屋村・柏本村

## 家臣団
士分は、上から給人、中小姓、徒士の家格に分かれ、それ以外に足軽、中間等があった。

## 苗木下屋敷
苗木城より北の中津川市並松に下屋敷があった。

## 江戸屋敷
- 上屋敷 (将監橋)  東京都港区芝
- 下屋敷 (麻布広尾)東京都港区南麻布

## 藩札
江戸幕府は享保15年(1730年)に各藩に対し年限を期して藩札の発行を許可した。苗木藩は元治年間に金札二両・一両・二分・一分・二朱等を発行した。

## 渡船
上地村の木曽川の渡船は、慶長年間に開始されたが当初は筏で往復していたが、元和年間に至り苗木藩は人船と馬船の二艘を給し、船人6人に扶持を与えた。

## 年貢米
黒瀬街道で細目村の黒瀬湊(加茂郡八百津町)まで陸路で運び、水運で伊勢国の桑名宿へ送った。　

## 版籍奉還と廃藩置県
明治2年6月17日（1869年)7月25日に版籍奉還が勅許され、藩主は知藩事となった。
- 版籍奉還後の官禄

(大参事)石原定安・青山直通  玄米10石・月給25両、(権大参事)宮地貴巳・棚橋朝成  玄米10石・月給23両、(少参事)小池房煒  玄米10石・月給20両、(権少参事)水野忠鼎　玄米10石・月給18両、(会計主事)1名、(家令)1名、(郡市主事)1名、(勧農主事)1名、(公用人)2名、(大監察)1名、(小隊長)1名、(主弁事)2名、(郡市理事)2名、(会計理事)5名、(家令)1名、(家扶)2名、(監察)2名、(教授)欠員、(副公用人)欠員、(小副長)1名、(校監)1名、(医師)2名、

### 苗木県の廃県願
明治4年(1871年)7月14日の廃藩置県により、苗木藩は苗木県となったが、同年11月20日、府県統合により岐阜県に編入されて消滅した。
　　　
県廃合の動きの中で全国にもさきがけて苗木から廃県運動が起っていることは注目すべきことである。
苗木県では廃藩置県の直後八月一七日、県政の最高責任者である大参事・青山直道と石原定安は、
「…当県ノ如キ区々一小地方猶官庁ヲ建置候テハ　官員俸給其他公廨諸入費ノミ莫大ニシテ万一モ国家ニ裨補ナク、臣等徒らニ素餐ノ罪ヲ増殖シ候儀ト恐悚至極奉存候　伏テ冀クハ速ニ臣等カ職ムヲ免セラレ　廃県被仰出候様仕度奉懇祈候　此段宜御報奏奉願候…」
と当県は小県で役所を置くことは役人の給料その他莫大な費用がかさみ、国家の利益とならない。従って大参事両名を免職し苗木県の廃県を吏官に願い出たものである。
また同日県役人も大参事の免官願を出したことにならって「私共於テモ速ニ解免被仰被下度　此段伏テ奉願候」と辞職願を大参事宛に提出したので両大参事連名で同日この旨を吏官へ届け出た。

### 幕末から廃藩置県に至る過程
さらに明治4年の廃藩置県により、苗木藩は苗木県を経て岐阜県に吸収され、当初約束されていた家禄奉還の補償は不可能となった。また明治政府からではなく苗木藩庁の指示により他藩よりいち早く家禄奉還して、全員が士族から平民へ移っていたため、旧藩士卒は旧士族として認められないという事態に陥った。このことなどにより、財政改革や後述する廃仏毀釈を主導した大参事青山直通に恨みが集中した。

### 廃藩置県後
明治9年（1876年）に旧藩士4名が青山直通の暗殺計画を決行、当人は当日不在だったため屋敷に放火される。明治24年（1891年）にも襲撃未遂事件が起こっている。

## 歴代藩主
遠山家
1万石。譜代大名(願譜代とすることも)。柳間。城主。
1. 友政
2. 秀友
3. 友貞
4. 友春
5. 友由
6. 友将
7. 友央
8. 友明
9. 友清
10. 友随
11. 友寿
12. 友詳のち友禄